# Liste der Bodendenkmale in Großrückerswalde
In der Liste der Bodendenkmale in Großrückerswalde sind die Bodendenkmale der Gemeinde Großrückerswalde und ihrer Ortsteile nach dem Stand der Auflistung von Volkmar Geupel aus dem Jahr 1983 aufgelistet. Eventuelle Änderungen und Ergänzungen, insbesondere aus der Zeit nach der Wende, sind nicht berücksichtigt, da für Sachsen aktuell keine neueren allgemein zugänglichen Bodendenkmallisten vorliegen. Die Baudenkmale sind in der Liste der Kulturdenkmale in Großrückerswalde aufgeführt.
| Denkmal-ID | Fundart     | Ortsteil         | Bezeichnung                           | Zeitstellung | Lage                          | Bemerkungen | Bild |
| ---------- | ----------- | ---------------- | ------------------------------------- | ------------ | ----------------------------- | --- | ---- |
| ?          | Befestigung | Großrückerswalde | befestigter Kirchhof „Wehrgangkirche“ | Mittelalter  | Ortsmitte, Hang über dem Bach | Anlage mit birnenförmigem Grundriss, Umfassungsmauer aus Bruchsteinen (wohl auf Erdwall errichtet), Wehrgangkirche, Schutz seit 14. Januar 1981 |      |